# Скорпионова тинеста костенурка
Скорпионовите тинести костенурки (Kinosternon scorpioides) са вид дребни влечуги от семейство Тинести костенурки (Kinosternidae).
Разпространени са в разнородни водоеми в Мексико, Централна и Южна Америка. Достигат 9 до 27 сантиметра дължина на черупката. Всеядни са, но се хранят главно с различни водни животни, включително с мърша.